# И музичи
И музичи (итал. I Musici, «музыканты») — итальянский камерный оркестр, базирующийся в Риме.
Основан в 1952 году студентами Национальной академии Санта-Чечилия, большинство из которых были учениками выдающегося педагога Реми Принчипе; дал первый концерт 30 марта в Риме. Оркестр состоял из 11 струнных инструментов (шесть скрипок, два альта, две виолончели и контрабас) и клавесина и выступал без дирижёра — первоначально ориентируясь на музыку итальянского барокко: Томазо Альбинони, Джованни Баттиста Бонончини, Антонио Вивальди, Арканджело Корелли, Пьетро Локателли, Алессандро Скарлатти, Джузеппе Торелли и др. Позднее репертуар был расширен за счёт сочинений композиторов XX века, писавших для аналогичного состава (Сэмюэл Барбер, Отторино Респиги, Пауль Хиндемит, Бела Барток, Бенджамин Бриттен, Альбер Руссель, Нино Рота и др.).
Оркестр пользовался исключительной популярностью на протяжении долгого времени, пошедшей несколько на спад в 1990-е гг. До 1977 г. его состав не менялся, а один из основателей оркестра контрабасист Лючио Буккарелла продолжал выступать в нём более 50 лет. Среди наиболее значимых аудиозаписей I Musici тематический цикл скрипичных концертов «Времена года» Вивальди, который коллектив записал (с разными солистами) девять раз (1955, 1959, 1969, 1982, 1988, 1995, 2006, 2012, 2022). Запись 1988 года (солист Федерико Агостини) была использована в качестве саундтрека к видовому фильму «Времена года» Антона ван Мюнстера (1988). В качестве солистов с оркестром записали альбомы гобоист Хайнц Холлигер, трубач Морис Андре, фаготист Клаус Тунеманн, флейтисты Северино Гаццелони и Орель Николе.

## Художественные руководители
- Феликс Айо (1958—1967)
- Роберто Микелуччи (1967—1972)
- Сальваторе Аккардо (1972—1977)
- Пина Кармирелли (1977—1986)
- Федерико Агостини (1986—1992)
- Мариана Сырбу (1992—2003)
- Антонио Сальваторе (2003—2010)